# Santa Rita (Venezuela)
Santa Rita is een stad en gemeente in de Venezolaanse staat Zulia. De gemeente telt 54.700 inwoners. De hoofdplaats is Santa Rita.